# Denis Pessin
Pour les articles homonymes, voir Pessin (homonymie).
Denis Pessin est un dessinateur de presse français. Après trente-cinq années de collaboration quotidienne au journal Le Monde, il rejoint en 2009 le site d'analyse Slate.fr, où il travaille jusqu'en mars 2025. Il travaille aussi pour l'hebdomadaire Entreprise  et carrières.